# Saint-Denis-d'Augerons
Saint-Denis-d'Augerons är en kommun i departementet Eure i regionen Normandie i norra Frankrike. Kommunen ligger i kantonen Broglie som tillhör arrondissementet Bernay. År 2022 hade Saint-Denis-d'Augerons 77 invånare.

## Befolkningsutveckling
Antalet invånare i kommunen Saint-Denis-d'Augerons
Referens:INSEE